# Дані Жан
Дані́ Жан (фр. Dany Jean; нар. 28 листопада 2002, Порт-о-Пренс) — гаїтянський футболіст, вінгер португальського клубу «Торреенсе» та збірної Гаїті.

## Клубна кар'єра

### «Страсбур»
Почав займатися футболом в гаїтянських командах «Егле Нуар» та «Аркаає», звідки влітку 2021 року перебрався до Франції, де приєднався до академії «Страсбура». З сезону 2021–22 почав виступати за резервну команду «Страсбура» в Національному чемпіонаті 3.
6 серпня 2022 року дебютував за основний склад «Страсбура» в матчі Ліги 1 проти «Монако», замінивши Дімітрі Льєнара.

#### Оренда в «Авранш»
28 червня 2023 року відправився в сезонну оренду в клуб Національного чемпіонату «Авранш». 11 серпня 2023 року дебютував за «Авранш» у матчі проти «Ніора». 1 вересня в поєдинку з «Німом» забив свій перший гол за «Авранш». Всього за час оренди провів за клуб 31 матч, відзначившись 3 м'ячами.

#### Оренда в «Родез»
Після завершення оренди 24 червня 2024 року продовжив контракт зі «Страсбуром» до 2026 року. 7 серпня 2024 року перейшов на правах оренди в клуб Ліги 2 «Родез» до кінця сезону. 16 серпня того ж року дебютував за нову команду в матчі Ліги 2 проти «Аяччо», вийшовши в стартовому складі. 20 вересня 2024 року в поєдинку Ліги 2 проти «Труа» забив свій перший гол за «Родез». 31 січня 2025 року достроково повернувся з оренди в «Страсбур», провівши за шість місяців 16 поєдинків за «Родез», відзначившись одним голом та однією результативною передачею

### «Торреенсе»
31 січня 2025 року перейшов у португальський клуб Сегунда-ліги «Торреенсе», підписавши контракт до літа 2027 року. 10 лютого дебютував за нову команду в матчі Сегунда-ліги проти «Візели». 1 березня 2025 року в поєдинку Сегунда-ліги проти «Тондели» забив свій перший гол за «Торреенсе».

## Кар'єра в збірній
Виступав за збірні Гаїті до 17, до 20 і до 23 років.
В листопада 2018 року в складі збірної до 20 років брав участь молодіжному чемпіонаті КОНКАКАФ у США, де зіграв 2 поєдинки групового етапу.
Навесні 2019 року виступав за збірну Гаїті до 17 років на юнацькому чемпіонаті КОНКАКАФ у США. На турнірі провів 4 матчі, відзначившись у воротах збірної Сальвадору, а гаїтяни дійшли до півфіналу, де поступилися одноліткам з Мексики. Восени того ж року потрапив в заявку на юнацький чемпіонат світу в Бразилії. Зіграв в усіх 3 матчах своєї команди, а гаїтяни посіли останнє 4-те місце в групі.
11 березня 2022 року перше викликаний до збірної Гаїті головним тренером Жан-Жаком П'єром для участі в товариському матчі проти збірної Гватемали. 27 березня 2022 року дебютував за збірну Гаїті в поєдинку з Гватемалою, замінивши Крістіано Франсуа. 11 червня того ж року забив свій перший гол за збірну Гаїті в матчі Ліги націй КОНКАКАФ (Ліга В), відзначившись у воротах збірної Гаяни.
В червні 2025 року потрапив до заявки збірної Гаїті для участі в матчах Золотого кубку КОНКАКАФ 2025 в США та Канаді. На турнірі провів три матчі, а його команда не вийшла з групи.

## Статистика виступів

### Клубна статистика
Станом на 15 травня 2025
| Клуб              | Сезон             | Чемпіонат         | Чемпіонат | Чемпіонат | Кубок | Кубок | Континентальні | Континентальні | Інші  | Інші | Всього | Всього |
| Клуб              | Сезон             | Дивізіон          | Матчі     | Голи      | Матчі | Голи  | Матчі          | Голи           | Матчі | Голи | Матчі  | Голи   |
| ----------------- | ----------------- | ----------------- | --------- | --------- | ----- | ----- | -------------- | -------------- | ----- | ---- | ------ | ------ |
| Аркаає            | 2020–21           | Ліга МХ           | 0         | 0         | —     | —     | 1              | 0              | —     | —    | 1      | 0      |
| Страсбур Б        | 2021–22           | Насьйональ 3      | 18        | 3         | —     | —     | —              | —              | —     | —    | 18     | 3      |
| Страсбур Б        | 2022–23           | Насьйональ 3      | 17        | 6         | —     | —     | —              | —              | —     | —    | 17     | 6      |
| Страсбур Б        | Всього            | Всього            | 35        | 9         | —     | —     | —              | —              | —     | —    | 35     | 9      |
| Страсбург         | 2022–23           | Ліга 1            | 2         | 0         | —     | —     | —              | —              | —     | —    | 2      | 0      |
| → Авранш          | 2023–24           | Насьйональ        | 30        | 2         | 1     | 1     | —              | —              | —     | —    | 31     | 3      |
| → Родез           | 2024–25           | Ліга 2            | 16        | 1         | 0     | 0     | —              | —              | —     | —    | 16     | 1      |
| Торреенсе         | 2024–25           | Сегунда-ліга      | 14        | 2         | 0     | 0     | —              | —              | —     | —    | 14     | 2      |
| Всього за кар'єру | Всього за кар'єру | Всього за кар'єру | 98        | 14        | 1     | 1     | 1              | 0              | 0     | 0    | 100    | 15     |

1. ↑  Матчі в Кубку чемпіонів КОНКАКАФ

### Міжнародна статистика
Станом на 23 червня 2025 
| Збірна            | Сезон             | Товариські | Товариські | Офіційні | Офіційні | Всього | Всього |
| Збірна            | Сезон             | Матчі      | Голи       | Матчі    | Голи     | Матчі  | Голи   |
| ----------------- | ----------------- | ---------- | ---------- | -------- | -------- | ------ | ------ |
| Гаїті             |                   |            |            |          |          |        |        |
| 2022              | 1                 | 0          | 4          | 1        | 5        | 1      |        |
| 2023              | 0                 | 0          | 1          | 0        | 1        | 0      |        |
| 2024              | 0                 | 0          | 6          | 0        | 6        | 0      |        |
| 2025              | 1                 | 0          | 5          | 0        | 6        | 0      |        |
| Всього за кар'єру | Всього за кар'єру | 2          | 0          | 16       | 1        | 18     | 1      |

### Матчі за збірну
Станом на 23 червня 2025 
| Матчі Дані Жана за збірну Гаїті | Матчі Дані Жана за збірну Гаїті | Матчі Дані Жана за збірну Гаїті | Матчі Дані Жана за збірну Гаїті | Матчі Дані Жана за збірну Гаїті | Матчі Дані Жана за збірну Гаїті | Матчі Дані Жана за збірну Гаїті | Матчі Дані Жана за збірну Гаїті |
| №                               | Дата                            | Суперник                        | Рахунок                         | Голи                            | Картки                          | Хвилини                         | Змагання                        |
| ------------------------------- | ------------------------------- | ------------------------------- | ------------------------------- | ------------------------------- | ------------------------------- | ------------------------------- | ------------------------------- |
| 1                               | 27 березня 2022                 | Гватемала                       | 1–2                             |                                 |                                 | 25'                             | Товариський матч                |
| 2                               | 4 червня 2022                   | Бермудські Острови              | 0–0                             |                                 |                                 | 26'                             | Ліга націй КОНКАКАФ 2022–23 (В) |
| 3                               | 7 червня 2022                   | Монтсеррат                      | 3–2                             |                                 |                                 | 45'                             | Ліга націй КОНКАКАФ 2022–23 (В) |
| 4                               | 11 червня 2022                  | Гаяна                           | 6–2                             | 1                               |                                 | 67'                             | Ліга націй КОНКАКАФ 2022–23 (В) |
| 5                               | 15 червня 2022                  | Гаяна                           | 6–0                             |                                 |                                 | 24'                             | Ліга націй КОНКАКАФ 2022–23 (В) |
| 6                               | 29 березня 2023                 | Бермудські Острови              | 3–1                             |                                 |                                 | 45'                             | Ліга націй КОНКАКАФ 2022–23 (В) |
| 7                               | 6 вересня 2024                  | Пуерто-Рико                     | 4–1                             |                                 |                                 | 16'                             | Ліга націй КОНКАКАФ 2024–25 (В) |
| 8                               | 10 вересня 2024                 | Сен-Мартен                      | 6–0                             |                                 | 12'                             | 76'                             | Ліга націй КОНКАКАФ 2024–25 (В) |
| 9                               | 12 жовтня 2024                  | Аруба                           | 3–1                             |                                 |                                 | 85'                             | Ліга націй КОНКАКАФ 2024–25 (В) |
| 10                              | 15 жовтня 2024                  | Аруба                           | 5–3                             |                                 |                                 | 45'                             | Ліга націй КОНКАКАФ 2024–25 (В) |
| 11                              | 15 листопада 2024               | Сен-Мартен                      | 8–0                             |                                 |                                 | 45'                             | Ліга націй КОНКАКАФ 2024–25 (В) |
| 12                              | 19 листопада 2024               | Пуерто-Рико                     | 3–0                             |                                 |                                 | 12'                             | Ліга націй КОНКАКАФ 2024–25 (В) |
| 13                              | 22 березня 2025                 | Азербайджан                     | 3–0                             |                                 |                                 | 14'                             | Товариський матч                |
| 14                              | 7 червня 2025                   | Аруба                           | 5–0                             |                                 |                                 | 45'                             | Відбіркові матчі ЧС-2026        |
| 15                              | 11 червня 2025                  | Кюрасао                         | 1–5                             |                                 |                                 | 8'                              | Відбіркові матчі ЧС-2026        |
| 16                              | 16 червня 2025                  | Саудівська Аравія               | 0–1                             |                                 | 90'                             | 16'                             | Золотий кубок КОНКАКАФ 2025     |
| 17                              | 20 червня 2025                  | Тринідад і Тобаго               | 1–1                             |                                 |                                 | 9'                              | Золотий кубок КОНКАКАФ 2025     |
| 18                              | 23 червня 2025                  | США                             | 1–2                             |                                 |                                 | 10'                             | Золотий кубок КОНКАКАФ 2025     |

Всього: 18 матчів / 1 гол; 12 перемог, 2 нічиї, 4 поразки.